# 大樂元音
《大樂元音》中国古琴谱书。清代乾隆十年潘士權撰辑。

## 琴谱介绍
现刻本为北京图书馆藏，七卷，是一部论述“雅乐”的书。编首有乾隆十年乙丑孙嘉淦初序，再序，十一年丙寅那喇氏塞尔登识文，及乙丑年潘氏自序与潘子某叙曲，全书一至五卷論琴，第五卷中附有琴曲，称“孤琴调谱”计六曲。